# Stazione di Higashi-Urawa
La Stazione di Higashi-Urawa (東浦和駅?, Higashi-Urawa-eki) è una stazione ferroviaria situata nel quartiere di Midori-ku a Saitama, città della prefettura omonima, servita dalla linea Musashino della JR East.

## Linee

### Treni
East Japan Railway Company
■ Linea Musashino

## Struttura
La stazione è dotata di una banchina centrale a isola con due binari sopraelevati.
| 1 | ■ Linea Musashino | per Kita-Asaka, Nishi-Kokubunji e Fuchū-Honmachi     |
| 2 | ■ Linea Musashino | per Minami-Koshigaya, Shin-Matsudo e Nishi-Funabashi |

## Stazioni adiacenti
| «               | Servizio        | »                 |
| Linea Musashino | Linea Musashino | Linea Musashino   |
| --------------- | --------------- | ----------------- |
| Minami-Urawa    | -               | Higashi-Kawaguchi |